# Route P103 (Lettonie)
Pour les articles homonymes, voir P103.
La route P103 (Autoceļš P103) est une  route régionale de Lettonie reliant Dobele à Bauska.
Elle a une longueur de 72,9 km.

## Présentation
La route P103 Dobele—Bauska est une route régionale qui relie Dobele via Kroņauci et Eleja à Bauska.
La longueur totale de l'autoroute est de 72,9 km et elle est entièrement asphaltée.
La route traverse les novads de Dobele, de Jelgava et de Bauska.

## Tracé
- Bauska
- Lepšas
- Saulaine
- Pilsrundāle
- Rundāle
- Jāņukrogs
- Galzemji
- Bērstele
- Sesava
- Sarmas
- Jauneleja
- Eleja
- Vilce
- Mūrmuiža
- Ziedkalne
- Tērvete
- Kroņauce
- Ķirpēni
- Auri
- Bērzkrasti
- Liepziedi
- Dobele